# Brachylophon
Brachylophon é um género botânico pertencente à família Malpighiaceae.

## Espécies
| - Brachylophon acuminatum - Brachylophon acuminatus - Brachylophon anastomosans - Brachylophon curtisii | - Brachylophon hulletti - Brachylophon niedenzuianum - Brachylophon scortechini |